# Орден за заслуге (Плави Макс)
Орден за заслуге (фр. Pour le Mérite), познатији по неформалном називу Плави Макс, био је највише пруско одликовање које се додељивало до краја Првог светског рата.
Орден је први установио краљ Фридрих Велики још 1740. године а натпис на ордену је био на француском зато што је званични језик на немачком двору био француски. Све до 1810. године одликовање је било и војно и цивилно. У јануару исте године, пруски краљ Фридрих Вилхелм III је донео одлуку по којој се овај орден могао додељивати само војним лицима.
Године 1842. краљ Фридрих Вилхелм IV је установио мирнодопску класу ордена за заслуге Pour le Mérite für Wissenschaften und Künste (Орден за заслуге у области науке и уметности) који се додељивао за посебне заслуге у области хуманизма, природних наука и примењене уметности. Један од најпознатијих уметника који су одликовани мирнодопском класом овог ордена била је Кете Колвиц (касније су јој орден одузели нацисти).
Орден се састојао до плавог глазираног Малтешког крста са орловима између крака и са краљевсом шифром и натписом Pour le Mérite на самом крсту.
Године 1866. установљена је посебна војна класа овог ордена под именом „Велики крст“. Ова класа се додељивала појединцима који су својим акцијама допринели повлачењу или пропасти непријатељске армије. Због овакве дефиниције заслуга за које се додељивао, најбољи немачки пилот Манфред фон Рихтхофен никада није добио Велики крст иако је за то постојала добра воља међу немачком војном врхушком. Уместо овог ордена, Црвени Барон одликован је једним мање познатим и ретко додељиваним одликовањем, Орденом црвеног орла.
Орден је стекао светску славу током Првог светског рата. Иако се могао доделити било ком војном лицу, његови најпознатији добитници били су немачки војни пилоти, чији успеси су масовно кориштени у пропагандне сврхе. Да би пилот-ловац био одликован овим орденом, требало је да обори најмање 8 непријатељских авиона. Први немачки пилот који је одликован овим орденом био је чувени ловачки ас Макс Имелман по коме је орден и добио име Плави Макс – плави због своје боје и Макс по Максу Имелману.
Број оборених авиона који је био потребан да би се добило ово одликовање константно је растао током рата. Почетком 1917. године било је потребно оборити 16 непријатељских авиона док се пред крај рата ова бројка попела на 30 оборених непријатељских авиона. Ипак, овај орден додељиван је и другим припадницима немачке авијације као што су командири цепелина, бомбардерске и извиђачке посаде и барем један балонски осматрач.
Добитници Плавог Макса били су обавезни да га носе кад год су у униформи.
Познати добитници овог ордена били су Фелдмашрал Леонард Граф фон Блументал, Манфред фон Рихтхофен, познатији као Црвени барон, Херман Геринг, који ће касније постати један од најзначајнијих вођа Трећег рајха, Ервин Ромел, позната „Пустињска лисица” из Другог светског рата, Крес фон Кресенштајн, Феликс фон Лукнер који је потопио велики број непријатељаких бродова без и једног погинулог на обе стране и Паул фон Летов-Форбек, који је предводио немачке герилске снаге током кампање у немачкој источној Африци. Последњи живи носилац овог ордена био је писац Ернст Јингер који је преминуо 1998. године, а који је са 23 године уједно био и најмлађи добитник овог ордена.
Иако су многи од његових добитника били нижи официри, нарочито пилоти, више од трећине носилаца овог ордена били су генерали и адмирали. Нижи официри (армијски капетани и поручники и њихове колеге из морнарице) чине укупно 25 одсто од укупног броја добитника овог ордена. Виши официри највише су добијали овај орден најчешће због изузетног вођства у борби, а не због личне храбрости исказане у борби.
Орден је укинут након абдикације Кајзера Вилхелма II, 9. новембра 1918. год.
1952. године председник Западне Немачке, Теодор Хојс, поново је успоставио мирнодопску категорију овог ордена који се додељује под покровитељством председника (иако се не ради о класичном државном одликовању). Овај орден додељује се за успехе у области уметности и науке. Тренутни лауреати су режисер Вим Вендерс, физичар и добитник Нобелове награде Рудолф Месбауер и писац Умберто Еко.